# Ренде (инструмент)
Вижте пояснителната страница за други значения на Ренде.
Рендето е инструмент за завършваща повърхностна обработка на дърво. Рендето работи чрез отнемане на тънък слой материал. С промяна на положението на острието на ножа спрямо водещата повърхност на рендето се контролира дебелината на отнетия материал за един работен ход.

## Конструкция
Въпреки че ръчните рендета се различават по конструкция, при всички варианти има общи елементи:
- Тялото на рендето със своята долна страна ляга върху обработвания детайл. Има водач за режещия нож и възможност за настройка на дълбочината на рязане/ подаването на ножа;
- Режещият нож е изработен от инструментална стомана и служи както за отрязване на материала, така и за отвеждане на стружките нагоре;
- Стягащото приспособление служи за надеждното фиксиране на режещия нож в избрано работно положение.

Качеството и дълбочината на отрязване зависят от ъгъла рязане на ножа.

### Конструкция на дървено ренде
В предната си част рендето има ръкохватка за водене на инструмента с водещата (първа) ръка. Втората ръка се поставя в задната част на рендето. При рендосване с двете ръце се осигурява едновременно притискане към обработваната повърхност и избутване напред.

### Конструкция на метално ренде
- A: Прорез, през който излиза режещия нож и излиза стружката;
- B: Режещ нож;
- C: Притискач – притиска режещият ръб към корпуса;
- D: Регулатор на дълбочината на рязане;
- E: Предна ръчка;
- F: Стружкочупеща и отвеждаща част;
- G: Регулатор на равномерното рязане по широчена;
- H: Задна ръчка;
- I: Упор за указателния пръст;
- J: Пластина, позволяваща регулировката на ъгъла на рязане.

### Електрическо ренде
Електрическото ренде има вал, на който са закрепени един или повече сменяеми ножа. Валът може да е лагеруван едностранно, така че да се правят или доработват фалци. Стружките обикновено се изхвърлят странично. При работа остават леки напречни черти от ножовете.
.

## Видове
В зависимост от приложението си рендета се разделят на следните групи и типове.

### Равни повърхности
Подреждането по-надолу е според реда на обработка на една груба повърхност-след отрязване с трион.
- Ренде за груба обработка (копач)[1] (немски Schrupphobel) – служи за отнемане на големи стружки за сваляне на дебелината и общо изравняване. Ножа е с леко заоблено острие. Често се използва практиката за рендосване под наклон спрямо структурата на дървото.
- Изглаждащо ренде (гладик) (немски Schlichthobel) – използва се за първоначално изглаждане и шлифоване на вълнообразната повърхност на дървото.
- Двойно ренде (обикновен или специален двойник) (немски Doppelhobel)– както при изглаждащото ренде, но има двоен нож. Двойният нож образува непосредствено след отреза един ръб, на който се чупи стружката и по този начин се получава една по-гладка повърхност.
- Дълго ренде (план) (немски Raubank) – дълго ренде, което се използва за изработката на равнинни повърхности, както и за изравняване на страните за подготовка за залепване при по-големи детайли или фурнироване.
- Зачистващо ренде (немски Putzhobel) – служи за зачистване на повърхности, дава по-фина повърхност от двойното ренде. Ъгълът на рязане е малко по-голям.

### Криви повърхности
- Корабно ренде (лодкар) (немски:Schiffhobel)– има една гъвкава стоманена основа, която може посредством един винт да се настрои както като изпъкнала така и като вдлъбната повърхност. Това дава възможност да се обработват цилиндрични повърхности.
- Ренде за заобляне (дъговник) (прецизен рукан) (немски:Schweifhobel) – има много къса основа, която може да е равнинна, изпъкнала или вдлъбната. Режещият нож е напасван по формата на основата. Рендето се изтегля посредством две странично разположени ръчки и се използва за оформяне на формата на малки детайли и сваляне на ръбове. Той прилича по външен вид и начина на използване на рукана.

### Конструктивни форми
- Ренде за корнизи (немски Simshobel)– при това, в повечето случаи тясно ренде ножа преминава през цялата широчина на корпуса на рендето, така че да може да се рендосва ъгъла на един фалц.
- Стандартно ренде за корнизи с обикновен нож за фалци
- Двойно ренде за корнизи за почистване на фалци
- Ренде за корнизи за ъгли –както стандартно ренде, но ножа няма отпред водещ детайл, така че може да се рендосва до ъгъла.
- Фалцово ренде (немски Falzhobel)– със страничен и челен упор

### Декоративни форми
- Профилно ренде (немски Profilhobel), имат една профилирана повърхност на основата и съответна повърхност на ножа. По този начин могат да се изработват специални профили. По правило за всеки вид профил трябва да има специално ренде. При днес съществуващите технологии, различните профили се изработват машинно (обикновено с високооборотна фреза).
- Ренде за фаски (немски Fasenhobel) – за направа на фаски.